# SebastiAn (músico francés)
Sébastien Akchoté-Bozović (Boulogne-Billancourt, Francia, 3 de febrero de 1981), más conocido como SebastiAn, es un músico, productor, compositor y DJ francés de French house y electro, que ganó reputación con sus primeros lanzamientos en Ed Banger Records en 2005 titulados H.A.L. y Smoking Kills (?). También es conocido por sus remixes para artistas como Daft Punk, Beastie Boys, Klaxons, The Rapture, Cut Copy, Charlotte Gainsbourg, Editors o Uffie entre otros.

## Carrera
Akchoté es de origen serbobosnio y es el hermano menor del popular guitarrista Noël Akchoté. Sus inicios en la música incluía tanto el jazz y las influencias experimentales de su hermano mayor, así como las influencias de hip hop de artistas como DJ Premier. La primera vez que comenzó a producir música alrededor de la edad de quince años.
Después de lanzar los EP, H.A.L. y Smoking Kills (?) a través de Ed Banger Records en 2005, SebastiAn lanzó una serie de notables remixes incluyendo «Pop the Glock» de Uffie, «Bossy» de Kelis, «Golden Skans» de Klaxons, etc.
En 2006, Ed Banger Records lanzó el EP, Ross Ross Ross. En 2007, SebastiAn compuso la banda sonora para ser incluido en la película Steak de Mr. Oizo, junto a Sebastien Tellier. Su EP «Walkman 2» también fue lanzado en 2007 seguido por el EP, Motor en 2008. Después, en septiembre de 2008, Ed Banger Records lanzó SebastiAn Remixes, un disco de diecisiete pistas, incluyendo varios remixes por SebastiAn. En una revista de la discográfica del músico, anunció que el podrá tocar en vivo en el Festival Sónar en Barcelona en 2009.
En 2010, SebastiAn produjo el sencillo Difficult para Uffie en su primer álbum de estudio Sex Dreams and Denim Jeans, y proporcionó un remix para la pista titulada «Difficult (2006 Parties Remix)» que consiguió un número en The Hype Machine el primer día de su lanzamiento.
A inicios de 2011, SebastiAn proporcionó la pista «Enio» para el álbum compilatorio de Ed Banger Records Let the Children Techno. Posteriormente, SebastiAn lanzó su primer álbum de estudio llamado Total. Este fue seguido por el lanzamiento de un video musical para la pista de título, que incluye una serie de imágenes de contenido violento y sexual.
El 18 de marzo de 2011, un primer vistazo del primer sencillo del álbum Total, una canción titulada «Embody» fue prevista en la página web Nowness, incluyendo un vídeo musical dirigido por So Me.

## Discografía

### Álbumes de estudio
- Total (2011)
- Thirst (2019)

### EP
- «H.A.L.» (2005)
- «Smoking Kills (?)» (2005)
- «Ross Ross Ross» (2006)
- «Walkman 2» (2007)
- «Motor» (2008)
- «Threnody» (2010)
- «Embody» (2011)
- «Love In Motion» con Mayer Hawthorne (2011)
- «C.T.F.O.» con M.I.A (2011)
- Noël Akchoté, Coco & Sébastien Akchoté – «Coco Love In M.» (2011)
- The EP Collection (2012)

### Compilatorios
- Ross Ross Ross/Productions & Remixes (2008)
- Remixes (2008)
- Notre Jour Viendra OST (2010)

### Remixes
| Año  | Artista                            | Título                                                                             |
| ---- | ---------------------------------- | ---------------------------------------------------------------------------------- |
| 2005 | Annie                              | "Happy Without You"                                                                |
| 2005 | Daft Punk                          | "Human After All"                                                                  |
| 2005 | Benjamin Theves                    | "Texas"                                                                            |
| 2006 | Revl9n                             | "Walking Machine"                                                                  |
| 2006 | Cut Copy                           | "Going Nowhere"                                                                    |
| 2006 | Uffie                              | "Pop the Glock" (Dos remixes: uno en Arcade Mode, y otro en Ed Banger)             |
| 2006 | Play Paul                          | "La La Land" (Ed Banger's Allstar Remix, remixado con Xavier de Rosnay de Justice) |
| 2006 | Kelis                              | "Bossy"                                                                            |
| 2006 | Mylo                               | "Paris Four Hundred"                                                               |
| 2006 | Nâdiya                             | "Tous ces mots"                                                                    |
| 2006 | Ali Love                           | "K Hole"                                                                           |
| 2006 | The Rapture                        | "Get Myself Into It"                                                               |
| 2006 | Fields                             | "If You Fail We All Fail"                                                          |
| 2006 | Kavinsky                           | "Testarossa Autodrive"                                                             |
| 2007 | Editors                            | "Camera"                                                                           |
| 2007 | Klaxons                            | "Golden Skans"                                                                     |
| 2007 | The Rakes                          | "We Danced Together"                                                               |
| 2007 | Bloc Party                         | "I Still Remember"                                                                 |
| 2007 | Shesus                             | "Debbie's Shoes"                                                                   |
| 2007 | Rage Against the Machine           | "Killing in the Name"                                                              |
| 2007 | Sébastien Tellier                  | "Sexual Sportswear"                                                                |
| 2007 | Das Pop                            | "Fool for Love"                                                                    |
| 2008 | Scenario Rock                      | "Both Gotta Move On"                                                               |
| 2008 | The Who                            | "Baba O'Riley"                                                                     |
| 2008 | The Kills                          | "Cheap and Cheerful"                                                               |
| 2008 | Sneaky Sound System                | "UFO (unreleased)"                                                                 |
| 2010 | Uffie                              | "Difficult" producción y remix, titulado: "2006 Parties Remix By SebastiAn"        |
| 2010 | Depeche Mode                       | "Master and Servant" (Unreleased)                                                  |
| 2011 | Beastie Boys con Santigold         | "Don't Play No Game That I Can't Win"                                              |
| 2011 | Spank Rock                         | "DTF DADT"                                                                         |
| 2011 | Toddla T and Roots Manuva          | "Watch Me Dance"                                                                   |
| 2012 | Justice                            | "New Lands"                                                                        |
| 2012 | Nero                               | "Must Be the Feeling"                                                              |
| 2012 | The Shoes                          | "Time to Dance"                                                                    |
| 2012 | Van She                            | "Idea of Happiness"                                                                |
| 2012 | Woodkid                            | "Run Boy Run"                                                                      |
| 2014 | Charlotte Gainsbourg con Beck      | "Hey Joe"                                                                          |
| 2016 | Earth, Wind & Fire                 | "Shining Star" (Unreleased)                                                        |
| 2017 | Brigitte Bardot & Serge Gainsbourg | "Bonnie and Clyde"                                                                 |

### Como productor discográfico
| Año  | Canción                                        | Artista              | Álbum                      |
| ---- | ---------------------------------------------- | -------------------- | -------------------------- |
| 2010 | «Difficult»                                    | Uffie                | Sex Dreams and Denim Jeans |
| 2013 | «Stabat Mater»                                 | Woodkid              | The Golden Age             |
| 2013 | «Odd Look»                                     | Kavinsky             | OutRun                     |
| 2013 | «Protovision»                                  | Kavinsky             | OutRun                     |
| 2013 | «Prelude»                                      | Kavinsky             | OutRun                     |
| 2013 | «Blizzard»                                     | Kavinsky             | OutRun                     |
| 2013 | «Rampage»                                      | Kavinsky             | OutRun                     |
| 2013 | «Suburbia»                                     | Kavinsky             | OutRun                     |
| 2013 | «Grand Canyon»                                 | Kavinsky             | OutRun                     |
| 2013 | «First Blood»                                  | Kavinsky             | OutRun                     |
| 2013 | «Roadgame»                                     | Kavinsky             | OutRun                     |
| 2014 | Producción integra del álbum                   | Philippe Katerine    | Magnum                     |
| 2015 | «American Beauty/American Psycho»              | Fall Out Boy         | Make America Psycho Again  |
| 2016 | «Facebook Story» (como compositor y vocalista) | Frank Ocean          | blond                      |
| 2017 | Producción integra del álbum                   | Charlotte Gainsbourg | Rest                       |